# NGC 7186
NGC 7186 je zvjezdana skupina u zviježđu Pegazu. 

## Vanjske poveznice
- (engl.) SEDS: NGC 7186
- (engl.) Hartmut Frommert: Revidirani Novi opći katalog
- (engl.) Izvangalaktička baza podataka NASA-e i IPAC-a
- (engl.) Astronomska baza podataka SIMBAD
- (engl.) VizieR
- DSS-ova slika NGC 7186  Arhivirana inačica izvorne stranice od 30. ožujka 2016. (Wayback Machine)
- (engl.) Auke Slotegraaf: NGC 7186 Deep Sky Observer's Companion
- (engl.) Courtney Seligman: Objekti Novog općeg kataloga: NGC 7150 - 7199